# Truls i Cyberås
Truls i Cyberås, på engelska Gus goes to Cybertown är ett datorspel från 1993 för Windows 3.1 och Macintosh System 7. Spelet är det första datorspelet i serien om Truls. Spelet är utvecklat av Modern Media Ventures Inc. En nordisk version på svenska, norska, danska och finska producerades av Ahead Multimedia AB från 1996. På den nordiska versionen finns också den engelska versionen med. Spelet är producerad i Macromedia.

## Spelet
Spelet utspelar sig i den fiktiva staden Cyberås där hunden Truls bor tillsammans med sina cyberkompisar Lo, Pi, och Trix. Spelet går ut på att hitta Truls kompisar som gömmer sig på olika platser i staden. Platser som spelaren besöker är Agdas Speceriaffär, Bosse Bus Leksaker, Herr Ugglas Djuraffär, Flitiga Fias Tvätteri och Historiska Parken. För att hitta kompisarna klickar spelaren på föremålen som finns utplacerade på platserna. På varje plats finns också ett småspel som spelaren kan behöva spela för att hitta kompisarna.

## Röster
- Engelska: David Maloney, Pat Lewis och Bruce M. Goedde Jr.
- Svenska: Jean-Paul Wall och Dani Duroj
- Danska: Erik Jörgensen
- Norska: Rune Sundby
- Finska: Aage Asikainen
- Nederländska: Erik Kriek